# Дольськ (Західнопоморське воєводство)
Дольськ (пол. Dolsk, нім. Dölzig) — село в Польщі, у гміні Дембно Мисліборського повіту Західнопоморського воєводства.
Населення — 239 осіб (2011).

## Демографія
Демографічна структура станом на 31 березня 2011 року:
|          | Загалом | Допрацездатний вік | Працездатний вік | Постпрацездатний вік |
| -------- | ------- | ------------------ | ---------------- | -------------------- |
| Чоловіки | 128     | 31                 | 84               | 13                   |
| Жінки    | 111     | 24                 | 60               | 27                   |
| Разом    | 239     | 55                 | 144              | 40                   |